# Посторонняя женщина
«Посторонняя женщина» — советский немой художественный фильм 1929  года, снятый режиссёром Иваном Пырьевым на киностудии Совкино.
Премьера фильма состоялась 24 сентября 1929 года. Другие названия — «Сплетня», «Баба», «Ревность». Фильм считается утраченным.

## Сюжет
Жена прокурора Казаринова отстала от поезда. Она вынуждена воспользоваться гостеприимством комсомольца Павла Кудряшова. Павел недавно проводил беременную жену в деревню.
В дружеском отношении Павла к посторонней женщине мещане увидели предосудительную связь. Некоторые из них заявили о недостойном поведении Павла в комсомольскую ячейку и написали письмо прокурору Казаринову. Узел сплетен и кривотолков распутывается только с приездом прокурора Казаринова и жены Павла.
Сплетни прекратились. Однако прокурор стал с недоверием относиться к жене.

## В ролях

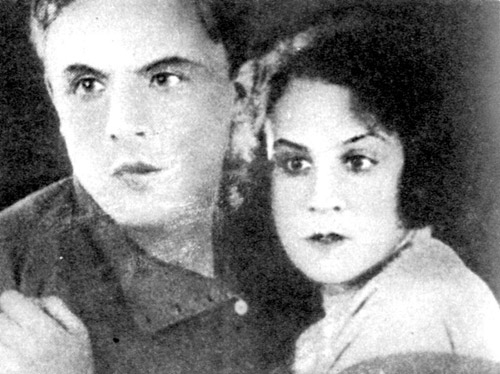
Кадр из фильма «Посторонняя женщина» (актёры К. Градополов и О. Жизнева)

- Георгий Музалевский — Казаринов, прокурор
- Ольга Жизнева — жена Казаринова
- Константин Градополов — Павел Кудряшов, комсомолец
- Евлалия Ольгина — жена Кудряшова
- Александр Жуков — Феоктист Курочкин
- Пётр Галаджев — фотограф
- А. Отрадин — Бобрик, дежурный по станции
- Иван Качалов — лабазник
- Елена Максимова — провинциальная барышня
- Иван Бобров — хулиган
- Дмитрий Кипиани
- Татьяна Барышева — Кандырина (нет в титрах)
- Василий Бокарев — гость (нет в титрах)
- Любовь Ненашева — Кастильдочка, жена Пьера Бублика (нет в титрах)
- Владимир Макаров — эпизод (в титрах не указан)

## Съёмочная группа
- Режиссёр: Иван Пырьев
- Сценаристы: Николай Эрдман и Анатолий Мариенгоф
- Операторы: Владимир Солодовников
- Художник: Дмитрий Колупаев

## Критика
Фильм был благосклонно принят критикой в год выхода картины. В газете «Известия» было написано: «…Пырьевым удачно заострён эксцентрический показ мещанского уездного быта». В ленинградской газете «Кино» утверждалось: «Изображение мещанской стихии сделано очень сочно, с выдумкой и остроумием, в манере, переходящей иногда в яркий гротеск». В журнале «Советский экран» В. Гейман написал: «Среди всех комедийных положений фильма сквозит авторская издевка над тем, что должно быть бито и уничтожено в нашем быту».
Критик Хрисанф Херсонский в своей рецензии обращал внимание на то, что главный герой лишь на словах «громит мещанское отношение к женщине, ревность, неверие, издевательство», а на самом деле «не избавлен от такого отношения к своей жене». При этом он утверждал: «И автор, и актёр Музалевский не выявили своего отношения к этому „герою“».
Искусствовед Борис Алперс писал, что работа режиссёра Пырьева «обнаруживает в нём крупного и интересного по индивидуальности художника, обладающего уже незаурядным мастерством».
Историк кино Николай Лебедев так оценивал фильм: «Пырьев неплохо справился с задачей, создав средствами эксцентрики галерею ярких гротесковых масок людишек, отравляющих жизнь советского человека ядовитыми миазмами сплетни. Намного бледнее получились положительные персонажи, изображённые поверхностно и однотонно».
Кинокритик Анна Ковалова считала, что «„Посторонняя женщина“ прекрасно характеризует и своё время, и своё пространство».
Киновед Ирина Гращенкова отмечала: «В сценарии и фильме, соответственно жанру сатирической комедии, было немало выразительных, смешных, нелепых деталей, приобретающих звучание социальных метафор».